# Maurice Taylor
Maurice Taylor (ur. 5 maja 1926 w Hamilton, zm. 14 czerwca 2023) – brytyjski duchowny rzymskokatolicki, w latach 1981–2004 biskup diecezjalny Galloway.

## Życiorys
Święcenia kapłańskie przyjął 2 lipca 1950 w diecezji Motherwell. 4 kwietnia 1981 papież Jan Paweł II mianował go biskupem Galloway. Sakry udzielił mu 9 czerwca 1981 kardynał Gordon Joseph Gray, ówczesny arcybiskup metropolita Saint Andrews i Edynburga. W maju 2001 osiągnął biskupi wiek emerytalny (75 lat) i zgodnie z prawem kanonicznym przedłożył papieżowi swoją rezygnację, jednak jego posługa została przedłużona o blisko trzy lata, aż do 7 kwietnia 2004. Od tego czasu pozostawał biskupem seniorem diecezji.